# 도키테 츠카사
도키테 츠카사(土器手司)는 일본의 애니메이터이자 캐릭터 디자이너이다. 1980년대 다양한 애니메이션, 특히 더티페어 시리즈 작업으로 가장 잘 알려져 있다.

## 작품
- 프라레슬러 대장군
- 거신 고그
- 더티페어
- 프로젝트 A-Ko 시리즈
- 메종일각
- 가사라키